# طرابلس الغرب العثمانية
كانت طرابلس الغرب العثمانية إيالةً بين عامي (1551–1864) وولايةً بين عامي (1864–1912) تابعةً للدولة العثمانية، بعد أن أخدتها من أيدي فرسان الإسبتارية في عام 1551 حتى الاحتلال الإيطالي عام 1911، وقد أجمع المؤرخون في ليبيا على تسمية هذه الفترة بتاريخ ليبيا الحديث .
شملت الولاية معظم مساحة ليبيا الحالية، وسميت بطرابلس الغرب كون طرابلس عاصمة الإيالة وتمييزاً لها عن إيالة أخرى وهي طرابلس الشام، حيث أن الاسم العثماني «طرابلس الغرب» يعني حرفيا «طرابلس في الغرب» لأن الدولة لديها بالفعل طرابلس أخرى في الشرق.
حدتها إيالة مصر من الشرق وإيالة تونس من الغرب.

## التاريخ

### الفتح العثماني

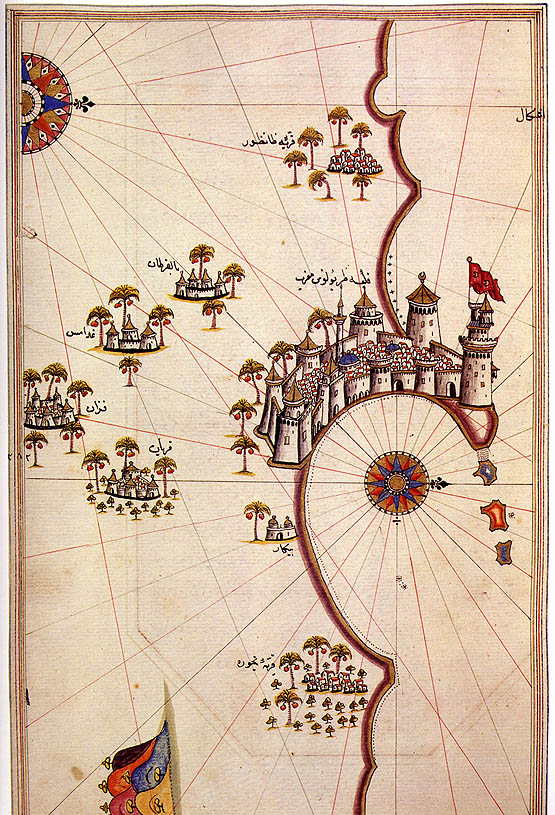
خريطة عثمانية لمدينة طرابلس وضواحيها في بداية القرن السادس عشر الميلادي، من إنجاز بيري ريس

بحلول بداية القرن السادس عشر، كان للساحل الليبي سلطة مركزية قليلة. احتلت مملكة إسبانيا طرابلس عام 1510، لكن الإسبان كانوا مهتمين بالسيطرة على الميناء أكثر من اهتمامهم بإدارة المدينة. في عام 1530، تنازل شارلكان ملك إسبانيا عن مدينة طرابلس إلى جانب مالطا وغودش، لفرسان الإسبتارية كتعويض عن طردهم الأخير من جزيرة رودس على يد العثمانيين.
بانشغال البحارة العثمانيين وقائدهم خير الدين بربروس وحسن الطوشي في محاربة الإسبان في المغربين الأوسط والأقصى، لفترة طويلة من الوقت، تمكن فرسان مالطة من الاستمرار في سيطرتهم على طرابلس، واستمر الحال حتى وفاة بربروس وعُيين درغوث رئيس في منصب قبطان الأساطيل العثمانية. وبعد الاستغاثات التي وجهها سكان طرابلس إلى السلطان العثماني، باعتباره خليفةً للمسلمين، وضع سنان باشا ودرغوث رئيس خطة محكمة لتحرير طرابلس من فرسان الإسبتارية وذلك بالهجوم البري من ناحية الشرق بقيادة والي مصر سنان باشا وهجوم بحري يقوم به درغوث باشا بالأساطيل العثمانية من ناحية الشمال، ففرضا عليها حصارا دام أسبوعاً واحداً وبتكتيك الكماشة المحكم استطاع العثمانيون تحرير طرابلس في 12 شعبان 958هـ الموافق 15 أغسطس 1551.

### العهد العثماني الأول

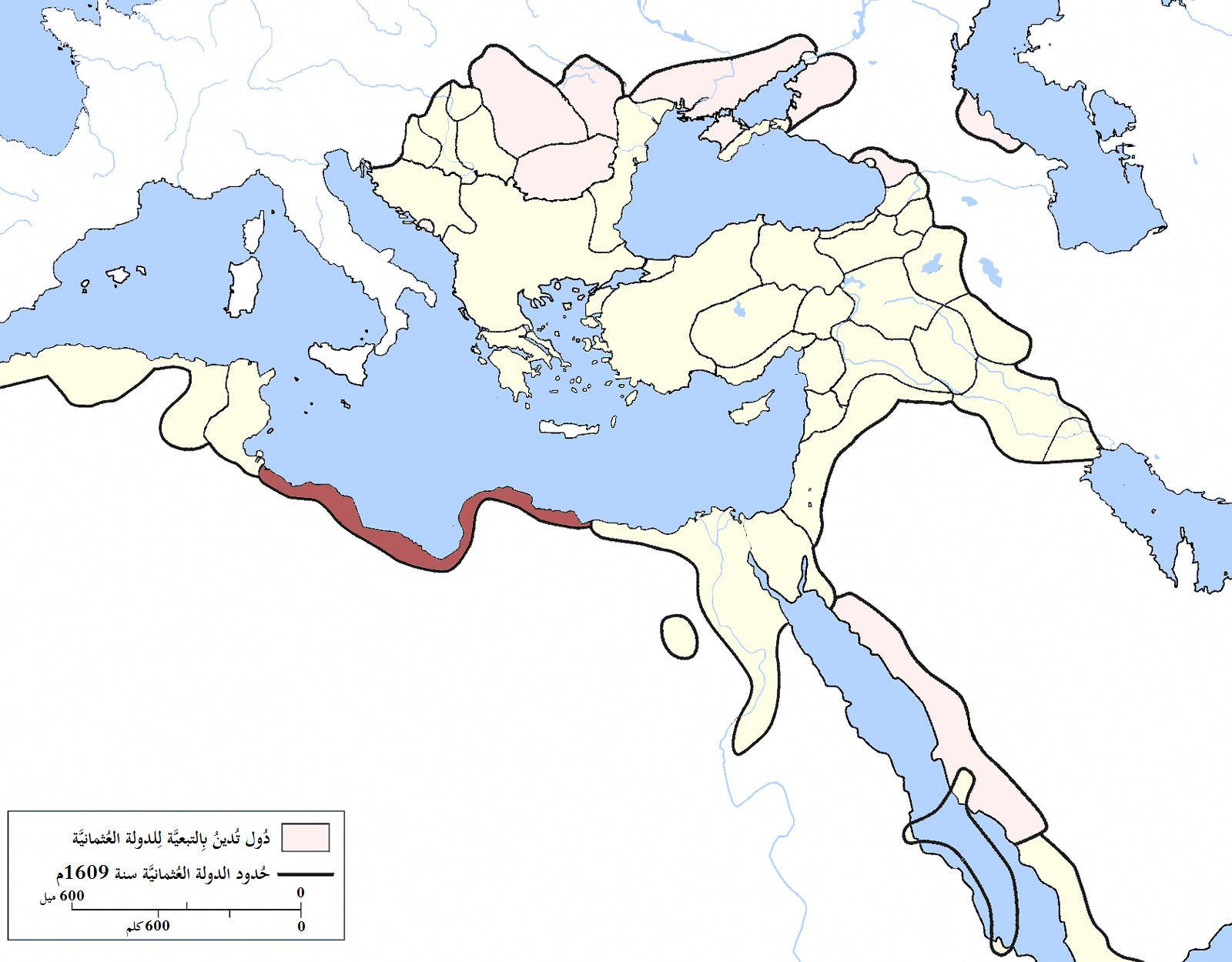
إيالة طرابلس الغرب عام 1609

دخل الأراضي المُكوِّنة لليبيا المُعاصرة منذ سنة 1551 م عهدا جديدا اتفق المؤرخون على تسميته بالعهد العثماني الأول وأُسندت السلطة الإدارية في طرابلس إلى باشا يُعين مباشرة من قبل السلطان في القسطنطينية، وزود السلطان الباشا بسلك الإنكشارية، والذي قُسِّم بدوره إلى عدد من المجموعات تحت قيادة ضابط صغير أو باي، وسرعان ما أصبح الإنكشاريون القوة المهيمنة في طرابلس الغرب العثمانية.
وقد شمل الحكم العثماني كافة أقاليم المغرب الأدنى: طرابلس الغرب وبرقة وفزان، وكان يدير شؤونها وال (باشا) يعينه السلطان، ولكن لم يمض قرن من الزمان حتى بدأ الضعف يدب في أوصال الدولة العثمانية نتيجة تكالب الدول الأوروبية على الولايات العثمانية، ودخول الدولة العثمانية عدة حروب في آن واحد، وأصبحت حكومة الدولة عاجزة عن حماية ولاياتها وفرض النظام والتحكم في الولاة الذين صاروا ينصبون ويعزلون حسب نزوات الجند في جو مشحون بالمؤامرات والعنف. وفي كثير من الأحيان لم يبق الوالي في منصبه أكثر من عام واحد حتى أنه في الفترة ما بين سنة (1672 - 1711) تولى الحكم أربعة وعشرون والياً على طرابلس الغرب، ولقد مرت البلاد بأوقات عصيبة عانى الأهالي فيها الويلات نتيجة لاضطراب الأمن وعدم الاستقرار.
وقد انتهى العهد العثماني الأول سنة 1711م عندما استقل أحمد القرمانلي بزمام ولاية طرابلس.

### العهد القرمانلي

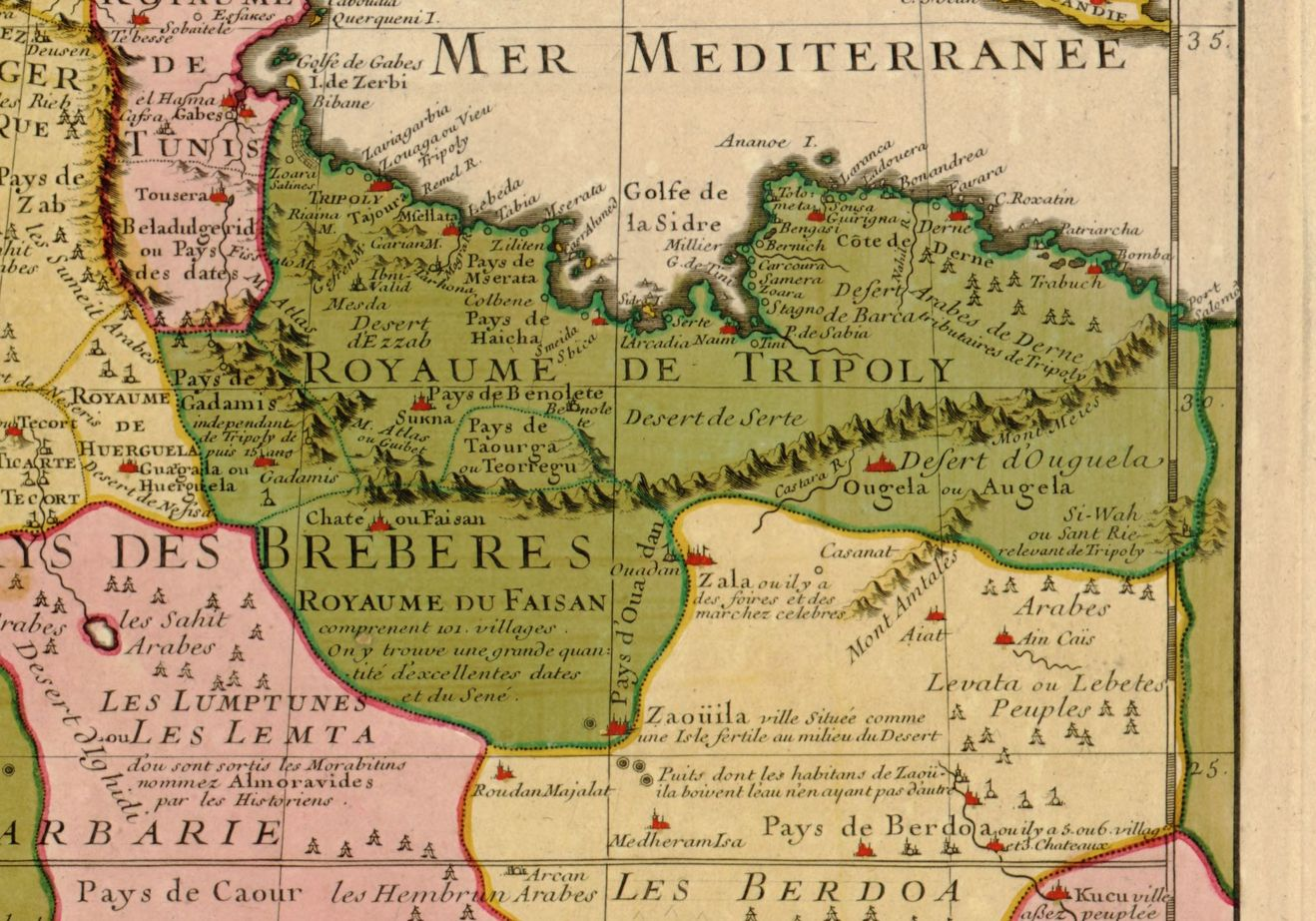
خريطة مفصلة لايالة طرابلس الغرب مع تقسيمها الإداري ودولها المجاورة في عام 1707، من إنجاز الفرنسي ويليام ديليسل

في سنة 1711 قاد أحمد القره مانلي ثورة شعبية أطاحت بالوالي العثماني، وكان أحمد هذا ضابطاً في الجيش العثماني فقرر تخليص الإيالة من الحكام الفاسدين ووضع حد للفوضى، ولما كان الشعب قد ضاق ذرعا بالحكم الصارم المستبد فقد رحب بأحمد القرة مانلي الذي تعهد بحكم أفضل، وقد وافق السلطان على تعيينه باشا على طرابلس ومنحه قدرا كبيرا من الحكم الذاتي، ولكن القرمانليين كانوا يعتبرون حتى الشؤون الخارجية من اختصاصتهم، وكانت الإيالة تمتلك أسطولا بحرياً قويا مكنها من أن تتمتع بمكانة دولية مهيبة وأصبحت تنعم بنوع من الاستقلال.
أسس أحمد القرة مانلي أسرة حاكمة سميت بالأسرة القرمانلية استمرت في حكم البلاد 124 عاما حتى 1835م ويعتبر يوسف باشا أبرز ولاة هذه الأسرة، فقد كان يوسف باشا حاكما طموحا أكد سيادة طرابلس الغرب على مياهها الإقليمية وفرض الجزية (رسوم المرور) عبر مياه البحر الأبيض المتوسط على كافة سفن الدول البحرية الأمريكية والأوروبية (بريطانيا والسويد وفرنسا والجمهوريات البحرية الإيطالية).
كان حكم الأسرة القرمانلية للمنطقة ملكيًا وراثيًا بحكم الواقع من عام 1711 إلى عام 1835، على الرغم من بقائها تحت الحكم العثماني اسميًا. وقعت الحرب الأهلية الطرابلسية في ظل حكم الأسرة القرمانلية.
في 5 سبتمبر 1817، دعا يوسف القرمانلي زعماء قبيلة الجوازي إلى قلعته في بنغازي، بعد خلاف حول الجزية والانتفاضة ضد حكمه. ونتيجة لذلك، أمر الباشا بإعدام جميع الحاضرين ومطاردة أفراد القبيلة الآخرين مما أدى إلى ذبح ما لا يقل عن 10000 شخص، والذين لجأوا في النهاية إلى البلدان المجاورة، وخاصة مصر.

#### الحرب مع أمريكا

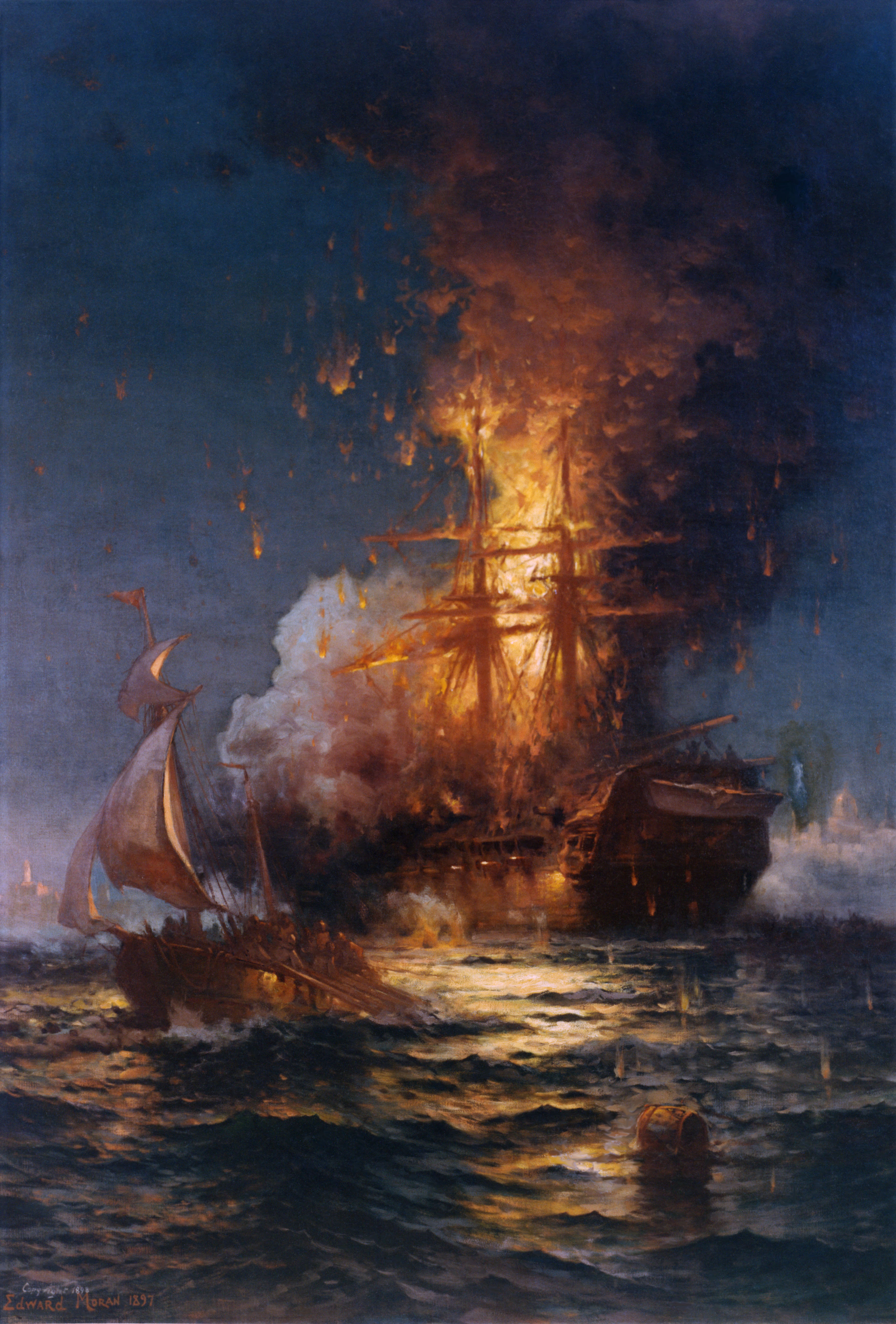
حرق فيلادلفيا بعد أسرها

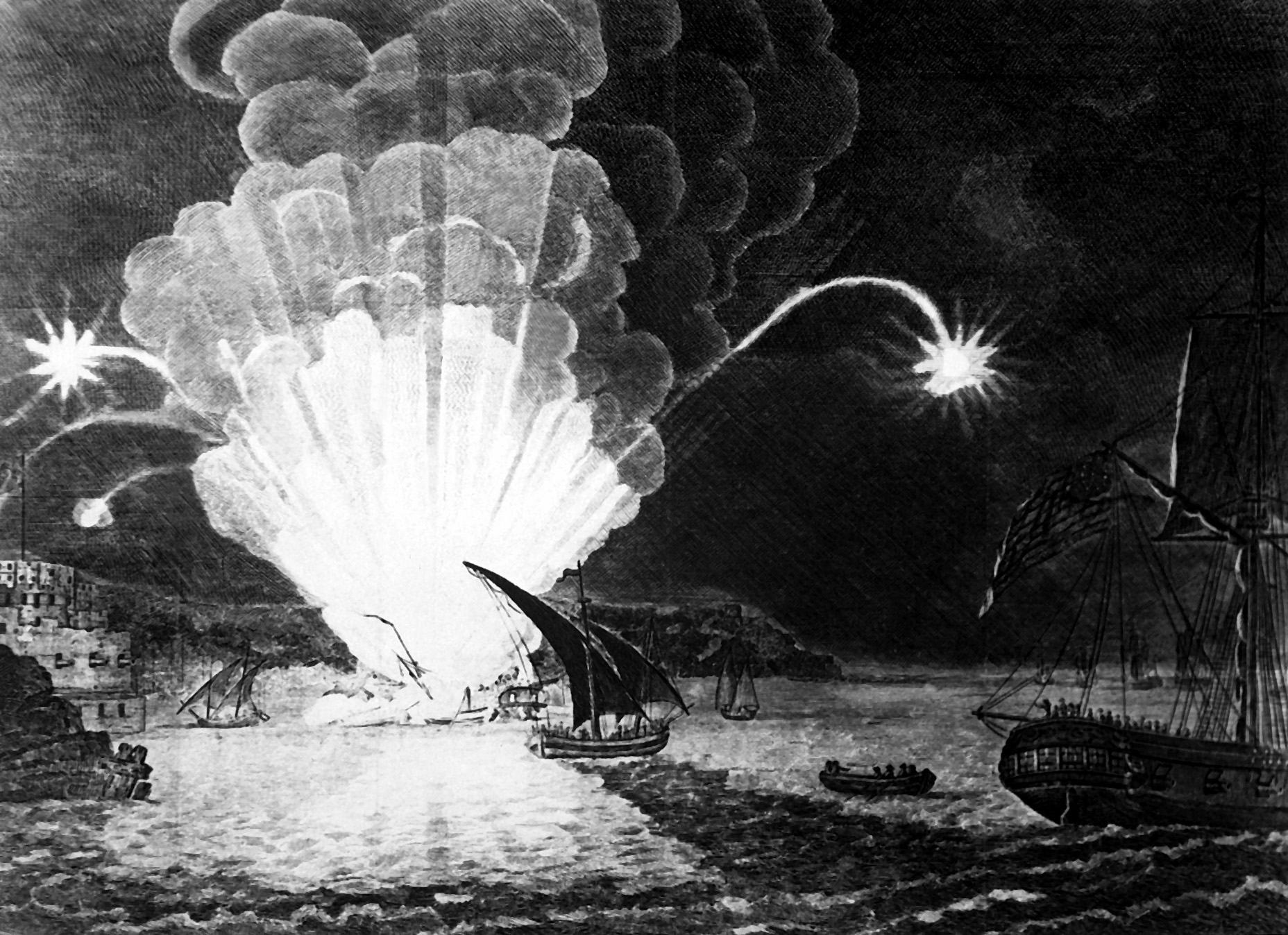
هجوم أمريكي على شواطئ طرابلس

في مايو 1801، طالب يوسف باشا القرمانلي الولايات المتحدة بزيادة الجزية (83,000 دولار) التي كانت قد دفعتها منذ عام 1796 والتي أقرتها في معاهدة طرابلس لحماية تجارتها وتأمينا لسلامة سفنها عند مرورها في مياه البحر المتوسط وعندما رفضت الولايات المتحدة النزول عند رغبة الوالي، استولت البحرية الطرابلسية على إحدى سفنها، الأمر الذي دفع حكومة أمريكا إلى الدخول في حرب مع الوالي، وأُرسلت قوة بحرية أمريكية وحاصرت طرابلس، واستمرت حرب طرابلس من 1801 حتى 3 يونيو 1805.
قررت حكومة الولايات المتحدة لدحر يوسف باشا التحالف مع أخيه «أحمد القرمانلي» الطامع في الحكم. ففي عام 1804 قاد المبعوث الأمريكي «ويليام إيتون» قوة من المرتزقة والبحرية الأمريكية متوجها إلى درنة بهدف وضع «أحمد القرة مانلي» على العرش. كما فرضت حصاراً على طرابلس وضربها بالقنابل ولكن الأهالي والجند استطاعتوا مقاومة ذلك الحصار وأسرت البحرية الطرابلسية إحدى أكبر السفن الحربية الأمريكية (فيلاديلفيا) آنذاك مع كامل بحارتها وجنودها في عام 1805م الأمر الذي جعل أمريكا ترضخ وتخضع في النهاية لمطالب الوالي، وعقد الرئيس جيفرسون اتفاقاً مع يوسف باشا يطلق بموجبه سراح الرهائن الأميركيين مقابل مبلغ 60 ألف دولار أمريكي. وبذلك استطاع يوسف باشا أن يملأ خزائن الإيالة بالأموال التي كانت تدفعها الدول البحرية تأميناً لسلامة سفنها، وتركت هذه الحرب آثارها حتى الآن في البحرية الأمريكية حيث لا زال نشيد مشاة البحرية يشير إلى شواطئ طرابلس كما أن هناك قطعة حربية تسمى طرابلس، ولكن يوسف باشا ما لبث أن أهمل شؤون إيالته وانغمس في الملذات والترف ولجأ إلى الاستدانة من الدول الأوروبية، وكان الجبالية أبناء عبد الرحمن الجبالي سيد روحه بن عبد الله بن عبد الهادي بن عوكل العبادي بن محارب بن عقار والذي كان في سنة 1622 عهد الداي عثمان الساقزلي من ساحل الأحامد (الخمس) إلى الجبل الأخضر سادة (قصر الجبالي الأول) بسرت من الذين قاموا بدعم حملة الباي أحمد القرمانالي (سي حميد) المقيم بأسيوط ضد أخيه يوسف ولكن الحملة انهزمت بمنطقة الفتائح بدرنة ولم يتلاقي المرتزقة مع رجال السفن الأمريكية وعاد الجميع إلى مصر.

### العهد العثماني الثاني

ولاية طرابلس الغرب عام 1900

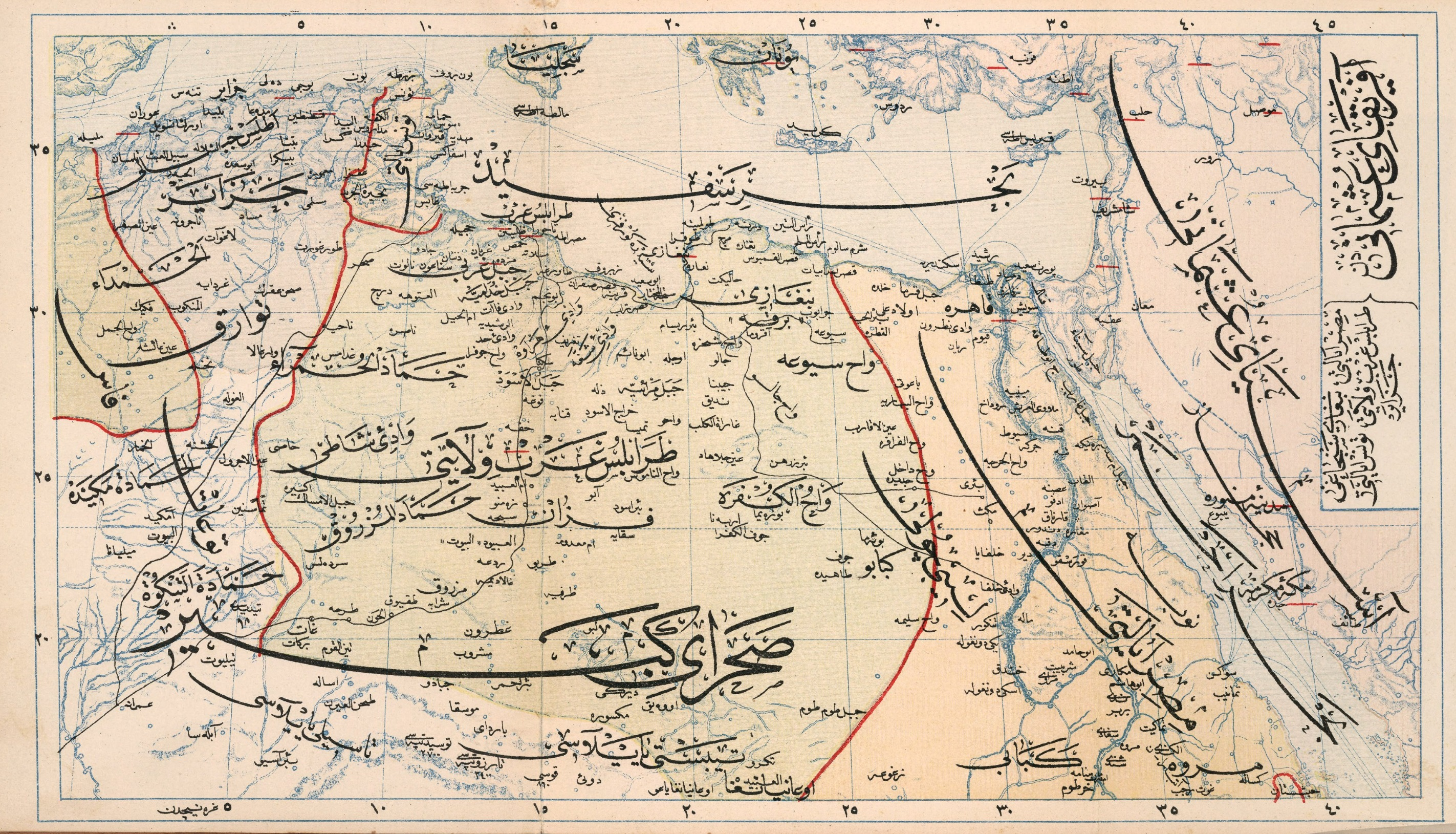
ولاية طرابلس الغرب وبقية المنطقة اللي يسمى إفريقيا العثمانية عام 1907

كان السلطان العثماني قد بدأ يضيق بيوسف باشا وبتصرفاته في حكم طرابلس، خاصة عندما رفض يوسف مساعدة الدولة العثمانية في حربها ضد اليونانيين سنة 1829 وفي هذه الأثناء قامت ضد القرة مانليين ثورة عارمة بقيادة عبد الجليل سيف النصر واشتد ضغط الدول الأوروبية على يوسف لتسديد ديونه، ولما كانت خزائنه خاوية فرض ضرائب جديدة، الأمر الذي ساء الشعب وأثار غضبه، وانتشر السخط وعمت الثورة كل أنحاء طرابلس وأرغم يوسف باشا على الاستقالة تاركا الحكم لابنه علي وكان ذلك سنة 1832، ولكن الوضع في البلاد كان قد بلغ درجة من السوء استحال معها الإصلاح.
وعلى الرغم من أن السلطان محمود الثاني (1808-1839) اعترف بعلي واليا على طرابلس الغرب فإن اهتمامه كان منصباً بصورة أكبر على كيفية المحافظة على ما تبقى من ممتلكات الدولة العثمانية خاصة بعد ضياع بلاد اليونان والجزائر 1830.
وبعد دراسة وافية للوضع في ليبيا (ولاية طرابلس) قرر السلطان التدخل مباشرة وأعاد سلطته وحكمه على البلاد، ففي 26 مايو 1835 وصل الأسطول العثماني طرابلس وألقى القبض على «علي باشا» ونُقل إلى القسطنطينية، وانتهى بذلك حكم القرة مانليين في البلاد وتفاءل الأهالي خيراً بعودة العثمانيين ورأوا فيهم حماة لهم ضد مخاطر الفرنسيين في الجزائر وتونس.
كانت طرابلس إحدى أولى الإيالات العثمانية التي أصبحت ولاية بعد الإصلاح الإداري في عام 1865، وبحلول عام 1867 أُصلحت لتصبح ولاية طرابلس.
وجاءت ذروة تأثير السنوسية في ثمانينيات القرن التاسع عشر تحت حكم محمد المهدي السنوسي، الذي كان إداريًا ماهرًا وخطيبًا كاريزميًا. وكانت له 146 زاوية تمتد عبر الصحراء بأكملها، وقد نقل العاصمة السنوسية إلى الكفرة. أدى الحكم العثماني القاسي إلى تغذية دعوة الحركة السنوسية لصد الاحتلال الأجنبي. اللافت للنظر أن محمد المهدي نجح فيما فشل فيه الكثير من قبله، مُؤَمِّنًا الولاء الدائم له من قبائل برقة.
ظلت بلاد طرابلس جزءًا من الدولة العثمانية حتى كان غزتها إيطاليا في عام 1911، عندما بدأت تنهار الدولة العثمانية.

### الحرب العثمانية الإيطالية
اندلعت الحرب العثمانية الإيطالية بين الدولة العثمانية ومملكة إيطاليا من 29 سبتمبر 1911 إلى 18 أكتوبر 1912.
نتيجة لهذا الصراع، تنازل العثمانيون عن ولاية طرابلس (بالإضافة إلى فزان وبرقة باعتبارها جزءًا من ولاية طرابلس) لإيطاليا. شكلت هذه المناطق مجتمعة ما أصبح يعرف اليوم بـليبيا.

## التقسيمات الإدارية

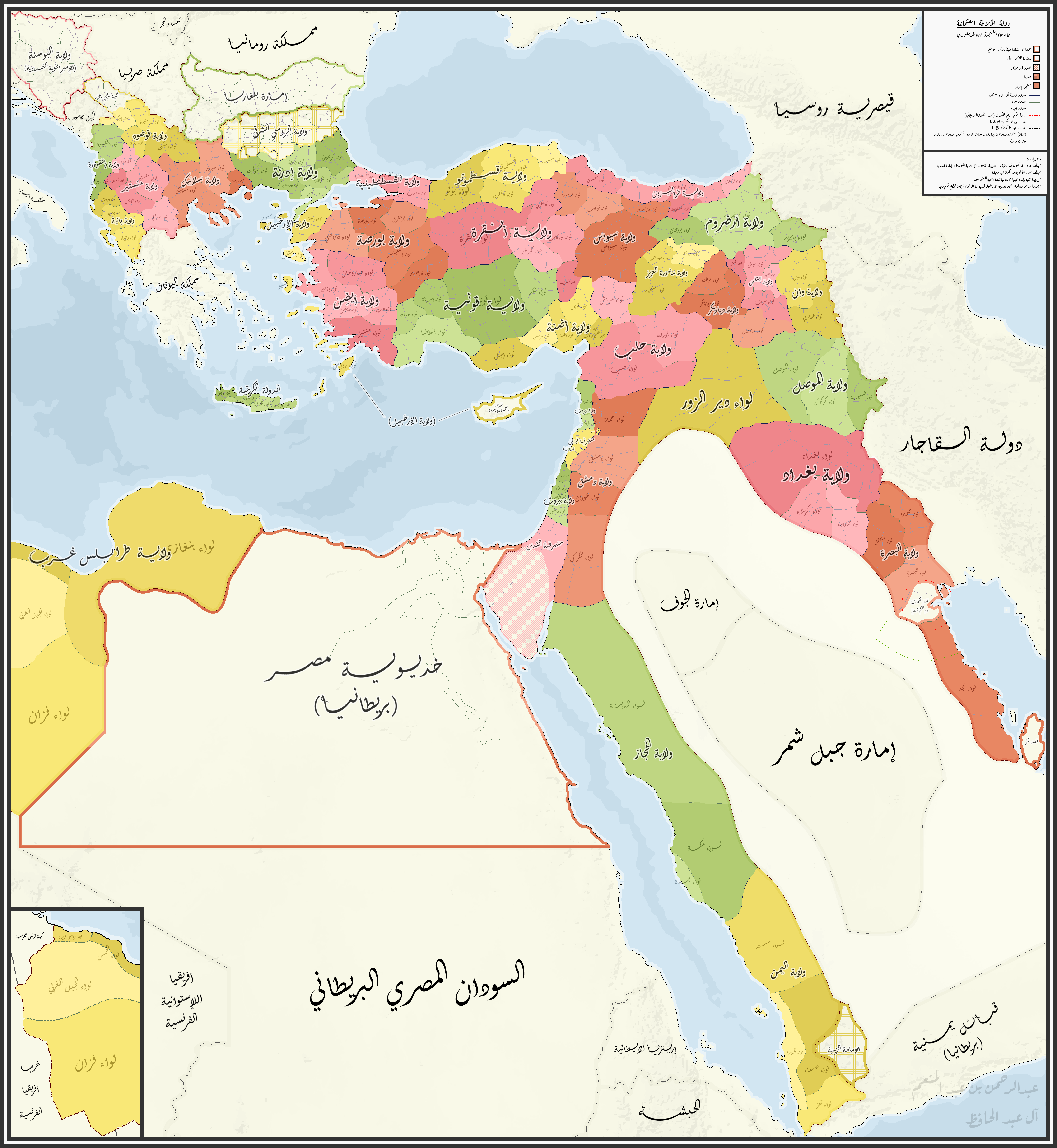
خريطة توضح التقسيمات الإدارية للإمبراطورية العثمانية عام 1899، بما في ذلك ولاية طرابلس الغرب.

سناجق الإيالة في منتصف القرن التاسع عشر:
1. سنجق بنغازي: أصبح سنجقًا مستقلًا في عام 1863، ثم أصبح ولاية لفترة وجيزة، ولكن تم تحويله إلى سنجق مرة أخرى في عام 1888[8]
2. سنجق طرابلــس
3. سنجق الخمــس
4. سنجق الجبل الأخضر
5. سنجق الجبل الغربي
6. سنجق فزان

سناجق الولاية:
1. سنجق طرابلس
2. سنجق الخمس
3. سنجق الجبل الغربي
4. سنجق فزان
5. سنجق بنغازي

## للإستزادة
- موسوعة حضارة العالم. أحمد محمد عوف
- مركز جهاد الليبين للدراسات التاريخية. طرابلس ليبيا
- الصادق النيهوم سلسة تاريخنا
- محمد مصطفى بازامة وثائق عن نهاية العهد القرمانلي بيروت: دار لبنان للطباعة والنشر، 1965
- محمد مصطفى بازامة تاريخ برقة: في العهد العثماني الأول، في العهد القرمانلي، في العهد العثماني الثاني (3 أجزاء) قبرص: دار الحوار، 1994
- محمد مصطفى بازامة العدوان أو الحرب بين إيطاليا وتركيا في ليبيا. طرابلس: مكتبة الفرجاني، 1965